# 오토브레다 127/64

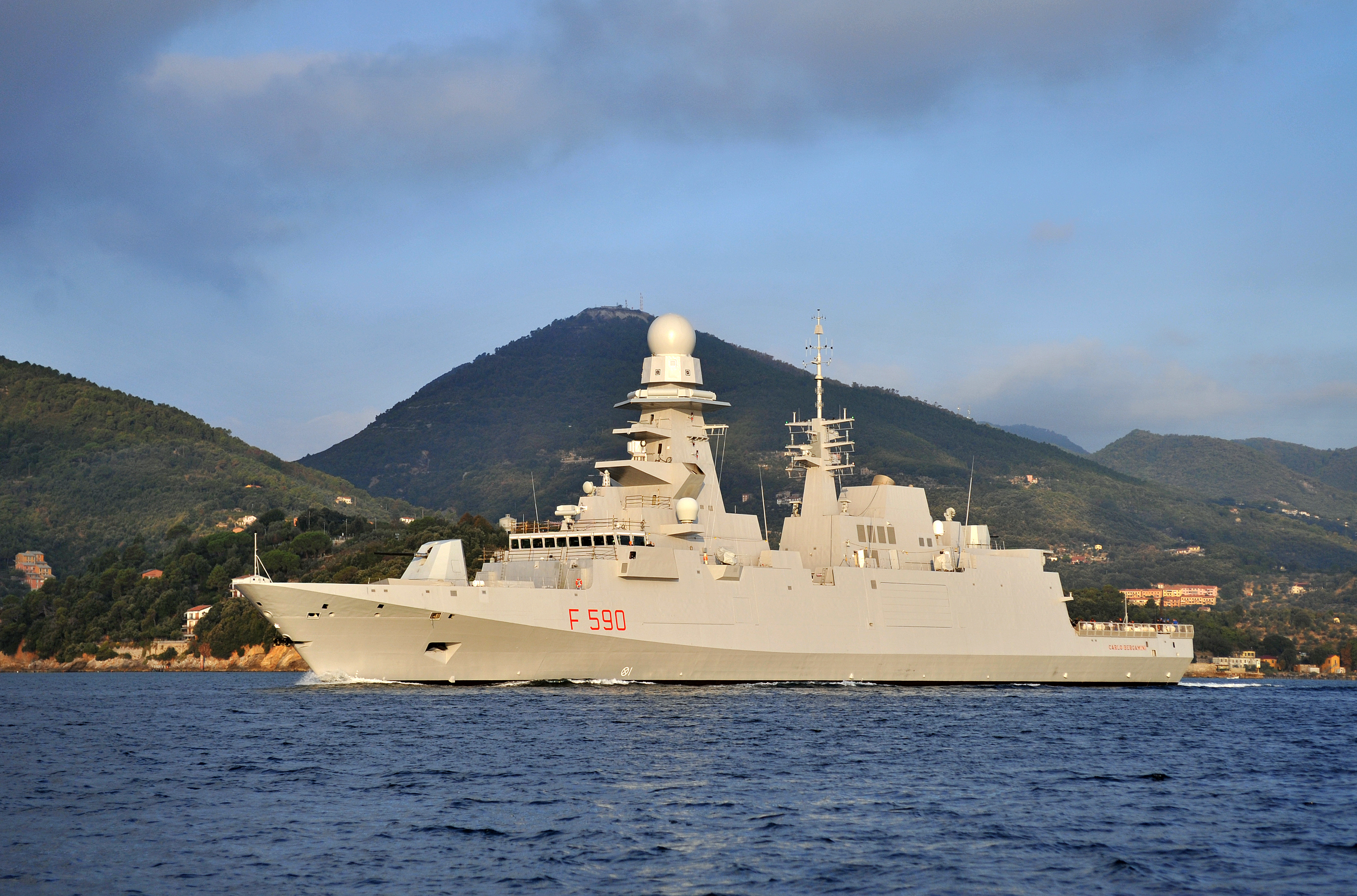

오토브레다 127/64(Otobreda 127/64)는 오토 멜라라가 개발한 127 mm 64 구경 함포이다.

## 역사
오토브레다 127/54 함포를 업그레이드했다. 전세계 각국에서 느리게 54구경장에서 64구경장으로 교체되고 있다. 사거리 120 km에 유도가 되는 불카노탄을 발사할 수 있다.
미국의 5인치 54구경 마크 45 함포와 비교된다. 마크 45 함포 모드0,1,2,3은 5인치(127 mm)에 54구경장으로 오토브레다 127/54 함포와 같다. 한국의 광개토대왕급 구축함은 오토브레다 127/54 함포를 사용한다. 마크 45 함포 모드 4는 5인치(127 mm)에 62구경장이다. 오토브레다 127/64와 비슷하다. 한국의 충무공이순신급 구축함, 세종대왕급 구축함이 마크 45 함포 모드 4를 사용한다.
- 오토브레다 127/54, 이탈리아, 5인치(127 mm) 54구경장
  - 광개토대왕급 구축함
- 5인치 54구경 마크 45 함포 Mod 0,1,2,3, 미국, 5인치(127 mm) 54구경장
- 오토브레다 127/64, 이탈리아, 5인치(127 mm) 64구경장
- 5인치 54구경 마크 45 함포 Mod 4, 미국, 5인치(127 mm) 62구경장
  - 충무공이순신급 구축함
  - 세종대왕급 구축함